# Дворец каталонской музыки
Дворец каталонской музыки (кат. Palau de la Música Catalana) — концертный зал в Барселоне, построенный  Льюисом Доменек-и-Монтанером в стиле каталонского модерна в 1905-1908 годах. Единственный в Европе такой зал с естественным освещением. 
В 1997 году Дворец каталонской музыки был включен в список всемирного наследия ЮНЕСКО вместе с больницей Сан-Пау. Около полумиллиона человек в год посещают представления, проходящие в этом концертном зале: музыкальные спектакли, концерты симфонической и камерной музыки, джаза и каталонской песни.

## История
Дворец задумывался с двойным назначением — как концертный зал и как штаб-квартира хорового общества каталонской музыки Каталонский Орфеон (кат. Orfeó Català), которое появилось после Всемирной выставки 1888 года. Сам хор, созданный по образцу подобных учреждений в других столицах Европы, был призван культивировать аутентичную каталонскую музыку.
Проект строительства и бюджет были утверждены 31 мая 1904 года, а к концу года была выкуплена земля общей площадью 1350 м², стоимость сделки составила 240 тысяч песо. Архитектором проекта был назначен Льюис Доменек-и-Монтанер, которые в это время уже был известен другими своими проектами. Строительство здания велось в основном на деньги пожертвований, первый камень был заложен 23 апреля 1905 года. Сам строительство же заняло чуть менее трех лет и уже в 9 февраля 1908 года состоялось открытие.
В 1909 году Льюис Доменек-и-Монтанер за этот проект был награждён городским советом Барселоны за лучшее здание года. Позже он был также награждён золотой медалью города.
В период с 1982 по 1989 годы здание реставрировалось и расширялось по проекту архитекторов Оскара Тускетса и Карлеса Диаса. В 2006-2008 годах была проведена небольшая реставрация театра.

## Здание

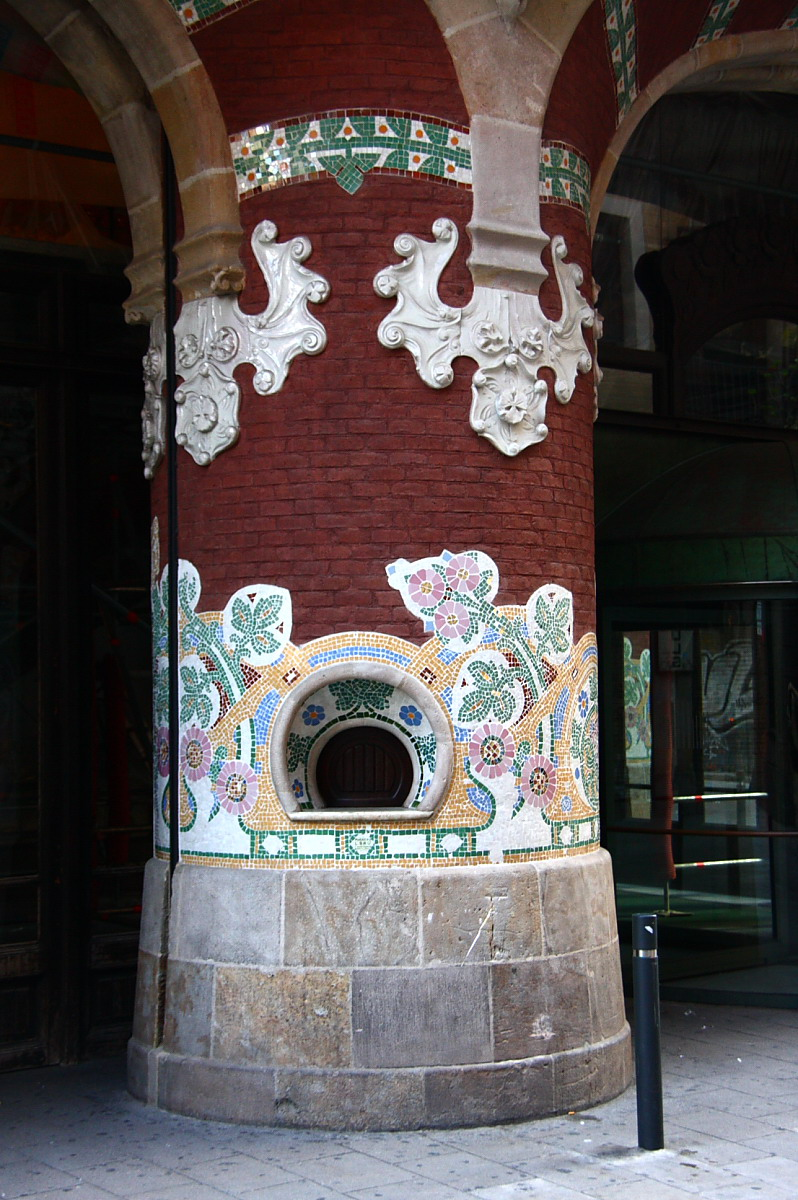
Старая билетная касса у входа

Дворец расположен на тесной улице Каррер-дел-Палау-де-ла-Музика, в историческом квартале Барселоны Сан-Пере. Архитектура здания выдержана в стиле каталонского модерна, где кривые линии преобладают над прямыми, динамические формы преобладают над статическим, а также широко применяются художественные орнаменты. Во время строительства здания был использован стальной каркас, что позволило создать обширные внутренние помещения.

### Фасад
Отделка фасада органично включает в себя элементы многих стилей, например, элементы традиционной испанской и арабской архитектур.
На втором уровне главного фасада расположены две колонны, каждая из которых покрыта разноцветными глазурованными плитками и увенчана канделябром. На главном фасаде над колоннами расположены большие бюсты Джованни Пьерлуиджи-да-Палестрины, Иоганна Себастьяна Баха, Людвига ван Бетховена, а бюст Рихарда Вагнера находится чуть в стороне. Верхняя часть фасада украшена мозаикой, созданной Льюисом Бру-и-Салельесом. На этой большой аллегорической мозаике изображены члены хорового общества «Orfeó Català».

### Вход
Первоначально гости заходили во дворец через две арки, которые разделены колонной. Внутри колонны находилась билетная касса, украшенная цветной мозаикой. Автор мозаики — Льюис Бру.

### Концертный зал

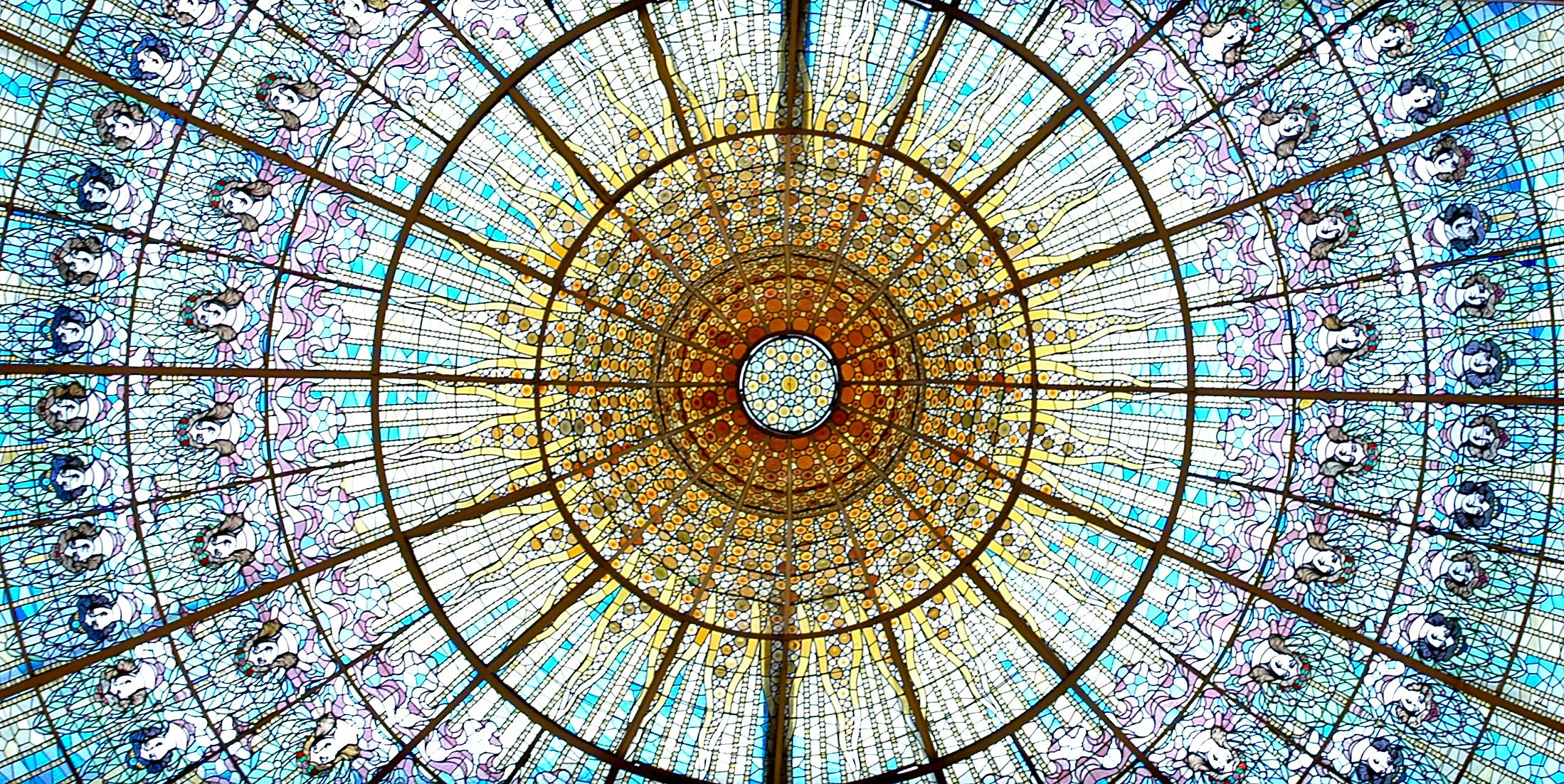
Потолок концертного зала

Концертный зал вмещает в себя 2200 человек. Это единственный подобный зал в Европе с естественным освещением. Потолок представляет собой купол, состоящий из цветной стеклянной мозаики. В центре купола применяется мозаика золотых оттенков, что олицетворяет солнце, а вокруг используются синие оттенки, что олицетворяет небо. Стены, как и потолок, состоят в основном из витражей из цветного стекла.
В зале можно увидеть множество скульптур, выполненных мастерами начала XX-го века. Среди них скульптуры изображающие полет валькирий из оперы Рихарда Вагнера, бюст Людвига ван Бетховена и скульптуры крылатых лошадей (пегасов).
В центре сцены расположен флаг Каталонии. На самой сцене расположены 18 женских скульптур, изображающие греческих муз. Над сценой расположен орган, трубы которого символизируют мужские хоровые голоса.